# Reactogenicitat
En els assaigs clínics, el terme reactogenicitat es refereix a la propietat d'un vaccí de ser capaç de produir reaccions adverses, les respostes immunològiques especialment excessives i signes associats i símptomes-febre, dolor al braç en el lloc de la injecció, etc. Altres manifestacions de reactogenicitat normalment avaluats en aquests assajos inclouen blaus, envermelliment, induració i inflamació.
El terme reactogenicitat va ser encunyat per l'Administració de Drogues i Aliments dels EUA (FDA). Típicament, la reactogenicitat es veu en la presència d'un adjuvant, però també pot ocórrer amb els vaccins sense adjuvant. Reactogenicitat descriu les reaccions immediates a curt termini als vaccins, no seqüeles a llarg termini. Les avaluacions de reactogenicitat es duen a terme per avaluar la seguretat i la facilitat d'ús d'un vaccí experimental. No és clar si un major grau de reactogenicitat d'un vaccí en realitat es correlaciona amb esdeveniments adversos més greus, com si es precisa hospitalització o ser perillosa per a la vida. De tant en tant ho fan, però això podria ser una coincidència accidental. Després de molts anys d'avaluació de grans bases de dades relatives a aquests esdeveniments, la FDA no ha estat capaç de fer tal associació.